# Головчак мозаїчний
Головчак мозаїчний (Muschampia tessellum) — вид денних метеликів родини Головчаки (Hesperiidae).

## Поширення
Вид поширений у Південно-Східній Європі, Західній Азії, Україні, на Кавказі, у Південній Росії, Середній Азії, Казахстані, Монголії, на півночі Китаю. В Україні трапляється локально у степовій, лісостеповій та на півдні лісової зони.

## Опис
Довжина передніх крил 13-16 мм, розмах крил — 32-36 мм. Верхня поверхня крила коричневого кольору з численними білими плямами. Нижня сторона крил оливково-зеленого забарвлення з блідими плямами.

## Спосіб життя
Кормовою рослиною для гусені є залізняк бульбистий (Phlomoides tuberosa).